# F. I. S. T.
F.I.S.T. Símbolo de fuerza (título original: F.I.S.T.) es una película dramática estadounidense de 1978, dirigida por Norman Jewison y protagonizada por Sylvester Stallone. Stallone interpreta a Johnny D. Kovak, un trabajador de Cleveland que en determinado momento promueve un sindicato de trabajadores en el seno de la ficticia "Federación interestatal de camioneros". La película está levemente basada en la historia de Jimmy Hoffa, reconocido sindicalista estadounidense. En el film, junto con Stallone, actúan Rod Steiger, Melinda Dillon, Kevin Conway, Brian Dennehy, Richard Herd y Peter Boyle.

## Sinopsis
Un trabajador activista de Cleveland, llamado Johnny D. Kovak, con el paso del tiempo acaba siendo elegido presidente de un sindicato de camioneros: No obstante, sus vínculos con el crimen organizado acaban causando su caída.

## Reparto
| Actor              | Personaje                  | Notas         |
| ------------------ | -------------------------- | ------------- |
| Sylvester Stallone | Johnny Kovak               |               |
| Rod Steiger        | Senador Andrew Madison     |               |
| Peter Boyle        | Max Graham                 |               |
| Melinda Dillon     | Anna Zarinkas / Anna Kovak |               |
| Anthony Kiedis     | Kevin Kovak                |               |
| Tony Medina        | Michael Kovak              |               |
| David Huffman      | Abe Belkin                 |               |
| Kevin Conway       | Vince Doyle                |               |
| Tony Lo Bianco     | Anthony "Babe" Milano      |               |
| Cassie Yates       | Molly                      |               |
| Rozsika Halmos     | Sra. Kovak                 |               |
| Elena Karam        | Sra. Zarinkas              |               |
| Peter Donat        | Arthur St. Clair           |               |
| Frank McRae        | Lincoln Dombrowsky         |               |
| Henry Wilcoxon     | Win Talbot                 |               |
| Richard Herd       | Mike Monahan               |               |
| Ken Kercheval      | Bernie Marr                |               |
| James Karen        | Sr. Andrews                |               |
| John Lehne         | Sr. Gant                   |               |
| Stuart Gillard     | Phil Talbot                |               |
| Brian Dennehy      | Frank Vasko                |               |
| Nada Rowand        | Sra. Vasko                 |               |
| Deanne Fator       | Aggie Vasko                |               |
| Sam Chew Jr.       | Peter Jacobs               |               |
| Jack Slate         | Bob Wilson                 |               |
| James Jeter        | Mike Quinn                 |               |
| Ron Delagardelle   | Sr. Samuels                |               |
| Hugo Bolba         | Zigi                       |               |
| M. Patrick Hughes  | Jocko                      |               |
| Reid Cruickshanks  | Sr. McGuinn                |               |
| Chuck Gradi        | "Jugs" Jugovich            |               |
| Earl Montgomery    | Russell Langley            |               |
| John Bleifer       | Mishka                     |               |
| Bruce McGill       | Sicario                    | No acreditado |
| Tony Mockus Jr.    | Tom Higgins                |               |
| Joe Tornatore      | Angel                      |               |
| Robert Lipton      | Dave Roberts               |               |
| René LeVant        | Reportero                  |               |
| Vincent Williams   | Sr. Burke                  |               |